# Малый Асесъёган
Малый Асесъёган (устар. Малый Асес-Еган) (в верховье Заломная) — река в России, протекает по Ханты-Мансийскому АО. Устье реки находится в 28 км по правому берегу реки Асесъёган. Длина реки составляет 95 км, площадь водосборного бассейна 1060 км².

## Притоки
- Боровая (пр)
- 17 км: Поперечный (лв)
- Болотный (лв)
- Овражная (лв)
- Стрелка (лв)
- Топкая (лв)
- Кедровая (лв)
- Сборная (пр)
- Ягодная (пр)

## Данные водного реестра
По данным государственного водного реестра России относится к Верхнеобскому бассейновому округу, водохозяйственный участок реки — Вах, речной подбассейн реки — бассейн притоков (Верхней) Оби от Васюгана до Ваха. Речной бассейн реки — (Верхняя) Обь до впадения Иртыша.
Код объекта в государственном водном реестре — 13011000112115200037432.